# Avanza País (Paraguay)
Avanza País è una coalizione politica paraguaiana.
È stata fondata per le elezioni del 2013. È costituita dal Partito Rivoluzionario Febrerista, Partito Democratico Cristiano, Movimento per il Socialismo, Partido Paraguay Tekopyahú, Movimento 20 Aprile e Unità Democratica per la Vittoria.

## Risultati elettorali
| Elezione | Elezione | Voti    | %    | Seggi  |
| -------- | -------- | ------- | ---- | ------ |
| 2013     | Camera   | 84 826  | 3,78 | 2 / 80 |
| 2013     | Senato   | 117 056 | 5,21 | 2 / 45 |